# Антоанета Алипиева
Антоанета Алипиева е българска литературна историчка, професор по нова и най-нова българска литература в Шуменския университет „Епископ К. Преславски“ и Белградския университет.

## Биография
Родена е на 8 август 1956 г. в гр. Койнаре, Врачанско. Дъщеря е на поета Петър Алипиев и на Вълка Алипиева – видна фигура в българското образование през 70-те и 80-те години от ХХ век. Научните ѝ интереси са в областта на литературната критика и литературната история. Авторка е на монографии върху българската литература от края на ХIХ век до ден днешен и на множество статии и студии в България и чужбина.

## Награди
Удостоена е със златен медал от българското дружество „Иван Вазов“ в град Николаев, Украйна, за приноса ѝ в работата с български малцинства зад граница.
Наградена с диплом от Пятый международниый фестиваль "Русские мифы" имени Юрия Дружникова за принос в съвременната литература. 2-9 юни, 2013.